# Muhammad Watad
Muhammad Watad (hebr.: מוחמד ותד, arab.: محمد وتد, ang.: Muhammed Wattad, ur. 1 czerwca 1937 we wsi Dżatt, zm. 24 września 1994) – izraelski pisarz i polityk, w latach 1981–1988 poseł do Knesetu z listy Koalicji Pracy.

## Życiorys
Urodził się 1 czerwca 1937 we wsi Dżatt w Brytyjskim Mandacie Palestyny.
Ukończył studia azjatycko-afrykańskie na Uniwersytecie Telawiwskim.
W wyborach w 1981 po raz pierwszy został wybrany posłem. W dziesiątym Knesecie zasiadał w komisjach edukacji i kultury; konstytucyjnej, prawa i sprawiedliwości; ds. mianowania sędziów islamskich oraz spraw wewnętrznych i środowiska. W kolejnych wyborach uzyskał reelekcję, a w Knesecie jedenastej kadencji zasiadał w komisjach ds. mianowania sędziów islamskich, spraw wewnętrznych i środowiska oraz pracy i opieki społecznej.
22 października 1984 wraz z Elazarem Granotem, Chajką Grossman, Amirą Sartani, Wiktorem Szem-Towem i Ja’irem Cabanem opuścił Koalicję Pracy zakładając frakcję Mapam. Pozostał w niej do 12 lipca 1988, kiedy dołączył do Hadaszu. W wyborach w 1988 utracił miejsce w parlamencie.
Zginął w wypadku drogowym 24 września 1994.